# Nesarpalus cimensis
Nesarpalus cimensis é uma espécie de insetos coleópteros pertencente à família Carabidae.
A autoridade científica da espécie é Cockerell, tendo sido descrita no ano de 1922.
Trata-se de uma espécie presente no território português.